# ヴィンス・ヤング
ヴィンセント・ポール・ヤング・ジュニア（Vincent Paul "Vince" Young, Jr.、1983年5月18日 - ）は、アメリカ合衆国テキサス州ヒューストン出身の元アメリカンフットボール選手。現役時代のポジションはクォーターバック（QB）。

## 経歴

### プロ入りまで

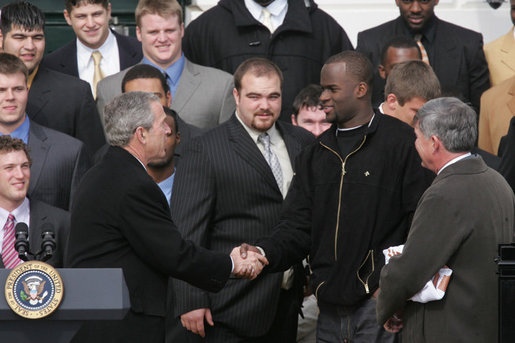
ローズボウル制覇後、ジョージ・ウォーカー・ブッシュ大統領と握手するヤング

母親と祖母によって育てられた。2人は彼がストリートギャングに入らないよう育て上げた。7歳の時に自転車に乗っていて、交通事故に遭い九死に一生を得た。自転車の部品の一部が胃の中に入ってしまい、数ヶ月入院している。
高校時代彼は3年間、QBとしてプレーし、3年間のトータルオフェンスで12,987ヤードを獲得するオフェンスを引っ張った。またバスケットボールではガード、フォワードとしてプレーし、1試合平均25得点以上をあげた。また陸上競技の400メートルリレー走、野球では投手、外野手を務めた。
テキサス大学オースティン校に入学した彼は1年次はチャンス・モックの控えとして2番手のQBであったがシーズン中盤から併用されるようになった。2年次全試合に先発出場し、11勝1敗の成績を残し、大学史上初のローズボウルに出場、ミシガン大学を破り初優勝を果たした。この年彼はパスで1849ヤードを獲得すると共に、ランでも1189ヤードを稼いだ。コーチたちは彼のラッシング能力を生かすために、Iフォーメーションから、3人のWRを配置するショットガン隊形に変更した。3年次には11勝0敗で再びローズボウル出場を果たし、34連勝中でマット・ライナート、レジー・ブッシュらを擁するUSCと対戦した。この試合で彼はランで200ヤード、3タッチダウン、パスで267ヤードを獲得し41-38の勝利に結びつけた。この活躍で史上4人目となる2年連続ローズボウルMVPに選ばれた。試合終了後USCのOBでもあるロニー・ロットは「ヤングは史上最高のカレッジフットボールQBだ!」と語った。またピート・キャロルUSCヘッドコーチも「自分が見た中で最高のパフォーマンスだった。」と述べている。
この年彼はパスで3036ヤード、ランで1050ヤードを獲得し、デイビー・オブライエン賞を受賞した。2005年のハイズマン・トロフィーの最終候補にノミネートされて、レジー・ブッシュに次いで2位の得票を集めた（3位はマット・ライナート）。
2年間で30勝2敗、勝率93.8%という数字を残した。
2006年のNFLドラフトにて全体3位指名でテネシー・タイタンズに入る。その年タイタンズはエースQBであったスティーブ・マクネアをボルチモア・レイブンズへ放出した。

### テネシー・タイタンズ
2006年シーズン、開幕はベテランQBのケリー・コリンズが先発したが4週目からはエースQBに昇格し、開幕5連敗という不振のタイタンズを、終盤は6連勝とあと一歩でプレーオフ進出というところまで躍進させた。ランでも552ヤードを走りこれは新人QBとしてのNFL記録を37年ぶりに塗り替えた。これらの活躍を認められシーズンの最優秀攻撃新人王に全得票50票のうち23票を集め選ばれた。2007年に行われたプロボウルでは、代理出場ではあったものの、新人QBとしては1983年のダン・マリーノ以来の出場であった。
2007年にチームをプレーオフに導いたが、2008年の開幕戦で2インターセプトを喫し激しいファンのブーイングを受けると共に左膝の靭帯を痛めてしまい、ベテランのケリー・コリンズに先発QBの座を奪われた。彼が不在のチームは開幕11連勝を含む13勝3敗とNFLトップの成績を収めた。NFL選手として心が折れかかっていた彼に転機をもたらしたのはテキサス大学時代から父親のように慕っていたスティーブ・マクネアの急死であった。
2009年シーズン、コリンズが不調でチームは開幕から6連敗を喫したが彼が先発QBに復帰後5連勝するなど奇跡のプレーオフ進出も期待された。プレーオフで負傷したフィリップ・リバースに代わり2010年1月のプロボウルに選ばれた。
2010年シーズン開幕前、2005年のハイズマン賞を受賞したレジー・ブッシュが在学中の不正な金品授受を理由に同賞を返上した際、その年の投票で2位となった彼に対して質問が集中したが「レジーは今後もハイズマン賞受賞者だ。」と答えた。
この年9試合に出場、1255ヤードを獲得、10タッチダウン、3インターセプト、QBレーティング98.6の数字をあげていたが11月21日のワシントン・レッドスキンズ戦で右手親指の屈筋を断裂、シーズン絶望となった。また、この試合で肩パッドとユニフォームをスタンドに投げ込んだ行為についてジェフ・フィッシャーヘッドコーチと口論となった。
2011年1月5日、バド・アダムスタイタンズオーナーよりチームに残留させる意思がないことが発表された。

### フィラデルフィア・イーグルス
ロックアウトが終了後の2011年7月28日、タイタンズを解雇され、同日フィラデルフィア・イーグルスと1年契約を結んだ。

### バッファロー・ビルズ
2012年5月11日、バッファロー・ビルズと1年200万ドルで契約を結んだ。なお、同チームではバックアップQBのポジションをタイラー・シグペンらと争った。スプレッドオフェンスの習得に苦しみ、シアトル・シーホークスからタバリス・ジャクソンをビルズが獲得することが決まったビルズから8月27日に放出された。

### グリーンベイ・パッカーズ
2013年8月6日、グリーンベイ・パッカーズと1年契約を結んだ。アーロン・ロジャースの控えの座を目指し、プレシーズンゲームでは最もスナップを受けて活躍したが、8月31日に解雇された。彼を解雇したことについて、9月1日にテッド・トンプソンパッカーズGMは、自分の過ちだったとコメントを出した。
2014年1月、連邦倒産法第11章の適用を申請、破産手続きの開始を申し立てた。

## 人物
身体能力に優れており、非凡な才能を持っているが統率力、安定感に欠けている。また練習態度や素行面に不安が持たれている。
196cm、106kgと大型のQBであるが、彼の持ち味はランプレイであり、RB並の脚力で相手陣営に攻め込むプレーは圧巻。
人気ゲームソフト、マッデンNFLシリーズのカバープレーヤーにも選ばれている。

## 年度別成績

### レギュラーシーズン
| 年度     | チーム   | 背 番 号 | 試合 | 試合 | パス      | パス      | パス      | パス        | パス             | パス | パス | パス   | パス          | パス          | ラン      | ラン        | ラン             | ラン | ファンブル    | ファンブル |
| 年度     | チーム   | 背 番 号 | 出場 | 先発 | 成功 回数 | 試投 回数 | 成功 確率 | 獲得 ヤード | 平均 獲得 ヤード | TD   | Int  | サック | サック ヤード | レイテ ィング | 試行 回数 | 獲得 ヤード | 平均 獲得 ヤード | TD   | ファン ブル数 | ロスト     |
| -------- | -------- | -------- | ---- | ---- | --------- | --------- | --------- | ----------- | ---------------- | ---- | ---- | ------ | ------------- | ------------- | --------- | ----------- | ---------------- | ---- | ------------- | ---------- |
| 2006     | TEN      | 10       | 15   | 13   | 184       | 357       | 51.5      | 2,199       | 5.2              | 12   | 13   | 25     | 129           | 66.7          | 83        | 552         | 6.7              | 7    | 12            | 3          |
| 2007     | TEN      | 10       | 15   | 15   | 238       | 382       | 62.3      | 2,546       | 5.1              | 9    | 17   | 25     | 157           | 71.1          | 93        | 395         | 4.2              | 3    | 10            | 3          |
| 2008     | TEN      | 10       | 3    | 1    | 22        | 36        | 61.1      | 219         | 6.1              | 1    | 2    | 3      | 13            | 64.5          | 8         | 27          | 3.4              | 0    | 2             | 0          |
| 2009     | TEN      | 10       | 12   | 10   | 152       | 259       | 58.7      | 1,879       | 7.3              | 10   | 7    | 9      | 36            | 82.8          | 55        | 281         | 5.1              | 2    | 8             | 2          |
| 2010     | TEN      | 10       | 9    | 8    | 93        | 156       | 59.6      | 1,255       | 8.0              | 10   | 3    | 13     | 80            | 98.6          | 25        | 125         | 5.0              | 0    | 6             | 4          |
| 2011     | PHI      | 9        | 6    | 3    | 66        | 114       | 57.9      | 8666        | 7.6              | 4    | 9    | 8      | 34            | 60.8          | 18        | 79          | 4.4              | 1    | 2             | 0          |
| NFL：6年 | NFL：6年 | NFL：6年 | 60   | 50   | 755       | 1,304     | 57.9      | 8,964       | 5.8              | 46   | 51   | 83     | 449           | 74.4          | 282       | 1,459       | 5.2              | 12   | 40            | 12         |